# 울산대교
울산대교(蔚山大橋)는 울산광역시 남구 매암동에서 동구 일산동을 잇는 1,800m의 현수교다. 2009년 11월 30일에 착공해 2015년 6월 1일에 개통했다. 주탑과 주탑 사이 거리인 단경간이 1,150m인 현수교로, 세계에서 21번째로 길다.

## 사건
예전에 배가 폭발하여 버섯 구름이 생겼다.

## 연혁
- 2009년 11월 30일 : 착공[1]
- 2015년 6월 1일 : 완공[2]
- 2015년 6월 1일 : 자동차 전용도로로 지정[3]
- 2015년 6월 10일 : 통행 요금 고시[4]
- 2017년 4월 1일 : 울산대교 구간 및 전 구간 이용 통행료 인상[5]

## 통행료
2017년 4월 1일 기준이다. 2015년 6월 1일부터 6월 10일까지 한시적으로 무료통행을 실시했다.
| 구분                          | 울산대교 | 염포산터널 | 전 구간 |
| ----------------------------- | -------- | ---------- | ------- |
| 경차                          | 600      | 250        | 900     |
| 승용차                        | 1,200    | 500        | 1,800   |
| 17인승 승합차, 2.5~10t 화물차 | 1,800    | 800        | 2,700   |
| 10t이상 화물차                | 2,400    | 1,000      | 3,600   |

## 자동차 전용도로
이 다리는 개통과 동시에 자동차 전용도로로 지정되었기 때문에 보행자, 자전거 등은 통행할 수 없다. 이륜 자동차(모터사이클 혹은 오토바이)는 긴급자동차(싸이카 및 소방용 모터사이클 등)에 한해 통행이 가능하며, 그 밖의 이륜 자동차는 통행할 수 없다.

## 영향
울산대교의 개통으로 울산광역시 남구와 동구 간 이동하는데 약 40분 걸리던 것에서 20분 수준으로 크게 단축되었으며 울산대교 동쪽 진입로에 전망대를 설치해 울산광역시의 새로운 관광명소가 되고 있다. 그러나 남구에 위치한 장생포는 그동안 접근성 문제로 관광객이 많지 않았던 동구 지역으로 방문객이 몰리게 될 뿐만 아니라 장생포가 이 다리의 개통으로 혜택을 보지 못할 것이라는 의견도 나오고 있다.
또한 이 다리로 인해 교통 흐름이 바뀌게 되면서 울산광역시에서는 124번 시내버스를 신설하여 운행에 들어갔다.

## 같이 보기
- 염포산터널